# رضا معینی

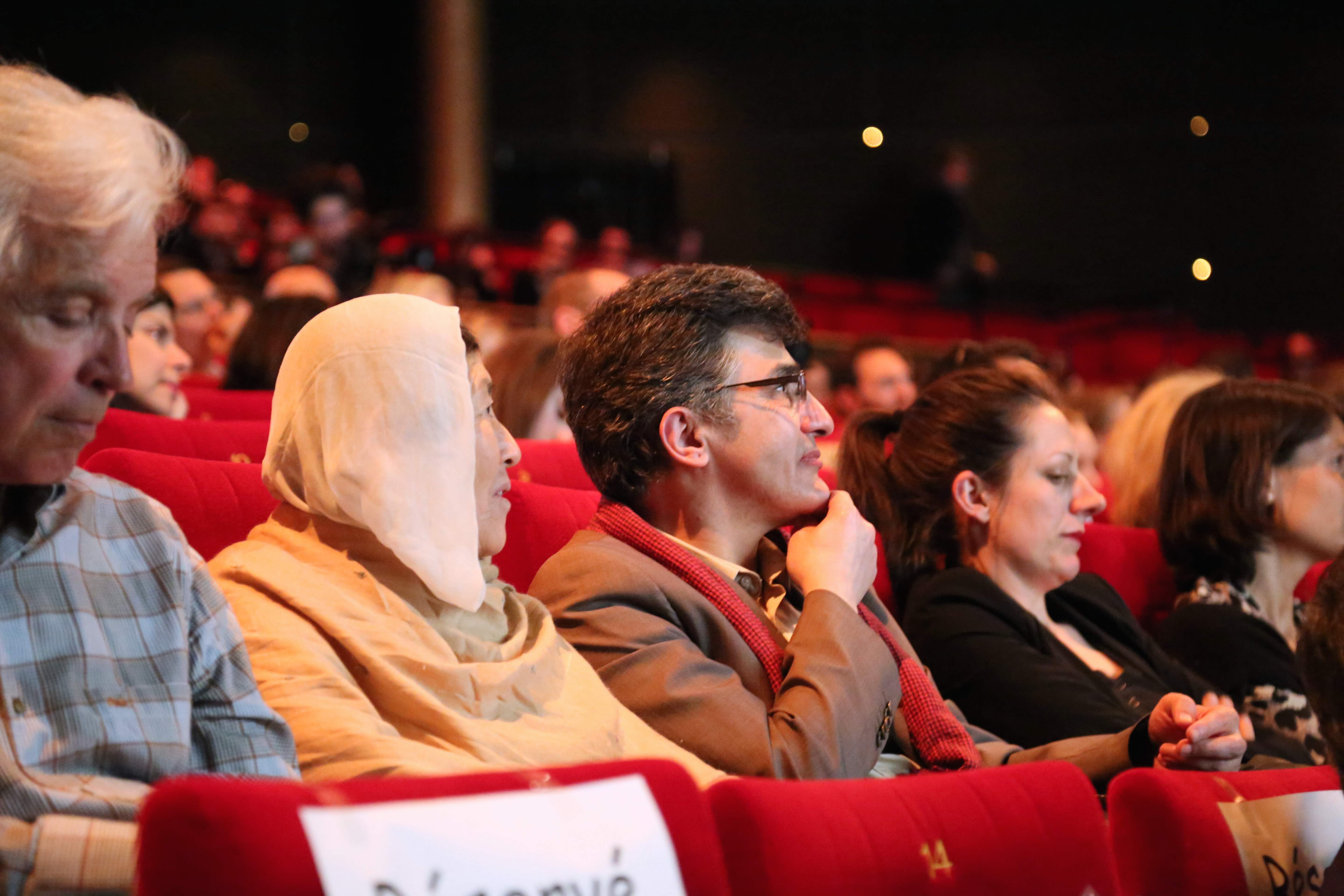
رضا معینی (نفر سوم از سمت چپ) در مراسم اهدای مدال قهرمانان آزادی اطلاع رسانی سازمان گزارشگران بدون مرز

رضا معینی مسئول دفتر ایران، افغانستان، و تاجیکستان در سازمان گزارشگران بدون مرز در فرانسه است که به وضعیت آزادی بیان و روزنامه‌نگاران و خبرنگاران زندانی می‌پردازد و علاوه بر وبگاه فارسی آن سازمان در خبرگزاری‌های فارسی و غیرفارسی به موضوعات حقوق بشری و مسائل مرتبط به آزادی بیان در ایران و افغانستان می‌پردازد.

## زندگی
پس از انقلاب ۱۳۵۷ ایران بسیاری از اعضای خانواده رضا معینی، اعدام شدند. رضا معینی در ایران به دلیل کنش سیاسی و هواداری از سازمان چریک‌های فدایی خلق ایران، زندانی شد. او در سال ۱۳۶۵ ایران را ترک کرد و به فرانسه رفت. او در پاریس به تحصیل خود ادامه داد و به فعالیت در کمیسیون لغو مجازات اعدام در سازمان عفو بین‌الملل پرداخت. رضا معینی از سال ۱۳۷۵ (خورشیدی) در سازمان گزارشگران بدون مرز، به عنوان روزنامه‌نگار و پژوهشگر دفتر کشورهای فارسی‌زبان، کار می‌کند.

## وضعیت ایران و افغانستان
سال ۲۰۱۶ شاخص آزادی مطبوعات از بین ۱۸۰ کشور جهان برای ایران ۱۶۹ و افغانستان ۱۲۰ بوده‌است، سال ۲۰۱۷ ایران ۱۶۵ و افغانستان ۱۲۰. سال ۲۰۱۷ به ترتیب نروژ، سوئد و فنلاند ۳ رتبه نخست، ایالات متحده ۴۳، بریتانیا ۴۰، عربستان سعودی ۱۶۸، ترکیه ۱۵۵ (۱۴۹ در ۲۰۱۵) و عراق ۱۵۸ را به خود اختصاص دادند.